# نانوکاتالیست
با رشد صنایع، استفاده از کاتالیست‌های مؤثرتر در صنایع شیمیایی و محیط زیست برای کاهش آلودگی محیط و هزینه تولید اهمیت روزافزون یافته‌است. نانوکاتالیزگری ترکیبی از دو زمینه ی رشد یافته ی کاتالیزگری و نانوفناوری جدید است. کاتالیست‌ها جزو نخستین کاربردهای نانو فناوری در مقیاس صنعتی بوده‌اند. استفاده از ذرات ریز در کاتالیزگری ناهمگن حجم کاتالیست را کم و استفاده بهینه از جزء فعال را میسر می‌کند.

## نانوذرات در کاتالیزگری
کاتالیزگری ناهمگن بخش مهمی از فناوری مورد استفاده در صنایع شیمیایی است. کنترل آلودگی تولید سوخت خودرو با مواد با کیفیت بالا و ارزان، نمونه ای از بخش‌های تأثیرپذیر از کاتالیزگری ناهمگن هستند. کاتالیست‌ها موادی مهم و واسط مسیر انجام واکنش‌های شیمیایی هستند که تشکیل گزینش پذیر محصولات موردنظر را با سرعتهای قابل توجهی ممکن می‌سازند.
در سال‌های اخیر پیشوند نانو در مطالعات کاتالیستی معمول شده‌است. اصطلاح «نانو کاتالیزگری» را به صورت یک فرایند کاتالیستی شامل ذرات فلزی نانوذره، خوشه‌های آن‌ها و اکسیدها  و یا ترکیبات دیگر که در ابتدا در محیط واکنش قرار داده شده یا در نتیجه  ی محصولات تشکیل شده‌است، تعریف می‌کنیم. کاتالیزگری به صورت یک هم بست یا پُل عمل می‌کند که زمینه‌های زیادی از فیزیک نظری، فیزیک حالت جامد، شیمی و مهندسی شیمی  را کنار هم می‌آورد. در نتیجه مفهوم اصلی در کاتالیزگری با ترکیب شیمیایی سطح و روش‌های کنترل آن مرتبط است.

### نقاط عطف در نانوکاتالیزگری عبارتند از

#### الف) کاتالیست‌های نانوذره (کاتالیست‌های ریفرمینگ)
در اواسط قرن بیستم، از فلز گرانبهای پلاتین به عنوان کاتالیست برای افزایش عدد اکتان بنزین از راه فرایندی که پلاتفرمینگ نامیده می‌شود در صنعت پالایش استفاده شد. از آن هنگام پیشرفت‌های بسیار مهمی در کاتالیست‌ها انجام شده‌است مانند ساخت کاتالیست‌های دوفلزی برای افزایش کارایی و عمر کاتالیست‌ها. یکی از روش‌های بهبودِ کارایی و کاهش هزینه ی کاتالیست، مهندسی کردنِ کاتالیست به گونه ای است که ذرات کاتالیست بسیار کوچک باشند و پراکندگی فلزهای کاتالیست تنها به انجام واکنش‌های مطلوب بینجامد.

#### ب) کاتالیست‌های نانوساختار (زئولیت‌ها)
زئولیت‌ها در دهه ۱۹۶۰ توسعه یافتند که یک پیشرفت به سمت کنترل ساختار در نانومقیاس را به نمایش گذاشتند. ساختار زئولیت‌ها کمتر از ۱ نانومتر کنترل می‌شود. زئولیت‌ها عمر طولانی تری نسبت به کاتالیست‌های دیگر دارند. اکنون از بسیاری فرایندهای نفتی و شیمیایی برای بهبود گزینش پذیری و کاهش ضایعات، آلودگی و هزینه جایگزینی کاتالیست استفاده می شود.

#### ج) اجزای فعال جدید (کاتالیزگری طلا)
اصطلاح نانوکاتالیزگری با کار آغازین هاروتا و همکارانش در ۱۹۸۹ که فعالیت بالای نانوذرات طلا را برای اکسایش مونواکسید کربن در دمای نزدیک دمای محیط کشف کردند، معمول شد. فلز نجیب و غیرفعال طلا اگر به صورت مناسب تهیه شود در کاتالیزگریِ بسیاری از واکنش‌ها بسیار فعال و قابل استفاده است. نانو ذرات طلا روی پایه اکسیدی، کاتالیستی فعال برای اکسایش دمای پایین مونواکسید کربن است.

## فناوری کنونی ساخت نانوکاتالیست‌ها
توسعه دهندگان کنونی با درک کامل از شیمی و واکنش شیمیایی در حال طراحی و ساخت کاتالیست‌ها در مقیاس مولکولی هستند. کنترلِ اندازه ی ترکیبِ پراکنش در معرض بودنِ ساختار بلوری و پایداری نانو ذره کاتالیستی در تولید کاتالیست‌های بی عیب، کاری مهم است که از دید بازار کنترل، طراحی این ویژگی‌ها با هزینه رقابتی پایین اهمیت زیادی دارد. تلاش‌ها برای تولید نانو کاتالیست های ماندگار باید هم نیازهای علمی و فنی و هم نیازهای بازار یعنی اقتصادی بودن فرایند تولید را تأمین کند در غیر این صورت صنایع امکان استفاده از این نانو کاتالیست‌ها را برای جایگزینی کاتالیست‌های سنتی قدیمی در فرایندهای شیمیایی انرژی و غیره ندارند.

#### پایداری غیرفعال شدن و بازیابی
پایداری حرارتی نانو مواد به دلیل ابعاد بحرانی آن‌ها محدود است؛ یعنی هر چه ریز بلور کوچک‌تر باشد، پایداری گرمایی آن کم‌تر است. هدف اصلی، استفاده از پایه ی دستیابی برای توزیعی بهینه از اجزای فعال کاتالیستی و پایداری آن‌ها در مقابل کلوخه شدن و در نتیجه افزایش عمر کاتالیست است.
نانو ذرات به دلیل مساحت زیاد سطحِ خود تمایل به کلوخه شدن برای تشکیل ذرات درشت تر دارند بنابراین پایدار سازی نانو ذرات برای استفاده کاتالیستی به روش‌های مختلف به‌طور گسترده ای مطالعه شده‌است. اخیراً بسیاری مواد فلزی با نانو ساختار، سنتز شده و برخی به صورت مستقیم به عنوان کاتالیست برای واکنش‌های گوناگون با نتایج قابل قبول به کار برده شده‌اند.
نانو کاتالیست‌ها مانند سایر کاتالیست‌های همگن غیرفعال می‌شوند و نیاز به بازیابی یا تعویض با کاتالیست تازه دارند.
(در مورد غیرفعال شدن نانوکاتالیست‌ها مقاله‌های بسیار کمی منتشر شده که شاید علت اصلی در مرحله پژوهش و توسعه بودن این کاتالیست‌ها و نداشتن مثال صنعتی است.)

### سنتز و ساخت نانوکاتالیست‌ها
روش‌های سنتز نانو ذرات: روش‌های تولید نانو ذرات بسته به ابعاد ذرات مورد نظر به دو دسته خرد کردن و ساختن تقسیم می‌شوند.

#### الف) روش فاز جامد
متداول‌ترین روش برای کوچک کردن اندازه ذرات جامد، آسیاب کردن آنهاست. کوچک‌ترین ذرات تولید شده از فرایند آسیاب کردن از نظر اندازه محدودیت دارند و بعد از این اندازه ذرات آسیاب شده به دلیل کلوخه شدن ذرات افزایش می‌یابند.

#### ب) روش فاز گازی
امروزه به کمک روش‌های مختلف، نانوذرات با بکارگیری واکنش‌های شیمیایی و با تغییر حالت‌های فیزیکی در فاز گازی تولید می‌شوند. روش‌های فاز گازی معمولاً نانوذرات با کیفیت بالاتری را تولید می‌کنند ولی در مقایسه با روش‌های فاز جامد یا مایع ظرفیت پایین‌تری دارند که علت آن دانسیته بسیار پایین محصولات تولید شده از این روش است.
در سال‌های اخیر روش‌های جدید فاز گازی بر اساس واکنش شیمیایی با همراهی پلاسما توسعه یافته‌اند؛ خوراک مایع مواد خام به همراه یکدیگر با واکنشگر گازی به داخل محفظه احتراق خورانده می‌شود. در محفظه احتراق مواد به شکل گاز در می‌آیند و نانوذرات به وسیله ی واکنش شیمیایی در فاز گاز با کمک تابش پلاسما تولید می‌شوند.

#### پ) روش‌های فاز مایع
روش‌های متنوعی از جمله تبخیر، تجزیه، کریستالیزاسیون، رسوب گیری، سل ژل، پلیمریزاسیون و غیره برای تولید نانوذرات در فاز مایع وجود دارند. سرعت تولید نانوذرات در این روش معمولاً از روش فاز گاز بیشتر و برای تولید انبوه ذرات مناسب است.
یکی از روش‌های مورد استفاده در فاز مایع، کریستالیزاسیون کروی نانوذرات پلیمری به روش نفوذ حلال امولسیونی است. در این روش پلیمری مانند پلی لاکتید کو گلایکولید ابتدا در یک حلال مانند مخلوط استون و اتانول حل می‌شود. سپس مخلوط حاصل برای ساخت نانوذرات پلیمری در سوسپانسیون با مکانیزم کریستالیزاسیون به آب محتوی پلی وینیل الکل افزوده می‌شود.

##### سنتز نانوکاتالیست‌ها با شیمی کلوئیدی
واکنش شیمیایی کلوئیدی کنترل شده یکی از روش‌های اصلی سنتز نانوذرات فلزی، مواد مغناطیسی و نیمه رساناها است. سنتز نانوکاتالیست‌ها با این روش چندین مزیت دارد. مثلاً اندازه نانوذرات را می‌توان دقیقاً در محدوده ۱ الی ۳۰ نانومتری کنترل کرد. همچنین می‌توان شکل نانوذرات را نیز تا حدودی کنترل کرد. در این روش از عوامل پوشش دهنده مانند پلیمر ها، دندریمر ها و مواد فعال سطحی برای پایدار کردن نانوذرات و جلوگیری از تراکم آن‌ها استفاده میشود..

##### سنتز نانومواد کاتالیستی با روش میکرو امولسیون
نانومواد کاتالیستی تهیه شده با این روش محدوده ای از فلزات مانند فلزهای واسطه (مس، نیکل، پلاتین، کبالت، پالادیم و ...) اکسیدهای فلزی منفرد، مخلوط اکسیدهای فلزی (مانند پروسکایت‌ ها) و  فلزات پوشش داده شده با اکسیدهای فلزی را شامل می‌شوند. بر اساس این روش که شولمن و همکارانش در سال ۱۹۵۹ ارائه کردند یک محیط میکرو امولسیونی با افزودن یک الکل چرب به یک امولسیون معمولی تشکیل می‌شود. با وجود این، یک سیستم سه تایی شامل آب، روغن و ماده فعال سطحی نیز ممکن است سازنده میکرو امولسیون باشد. سنتز نانوذرات معدنی معمولاً در میکرو امولسیون‌های آب در روغن که شامل مایسل‌های کوچک در سطح میکروسکوپی هستند، صورت می‌گیرد. هستۀ آبی این توده‌ها (مایسل‌ها) با مولکول‌های مادۀ فعال سطحی که بخش قطبی مولکولهایشان به سمت فاز روغنی هست، احاطه می‌شوند. در هستۀ آبی این توده‌ها، الکترولیت‌ها ممکن است نمک‌های فلزی حل شده باشند. در ادامه نمک‌های فلزی با بکارگیری عوامل رسوب دهنده یا احیاکننده، به رسوب‌های معدنی تبدیل خواهند شد. این عوامل را می‌توان مستقیم به میکرو امولسیون حاوی پیش سازنده‌های فلزی افزود یا ابتدا در یک میکرو امولسیون (مشابه با میکرو امولسیون حاوی پیش سازنده فلزی) حل کرد.
روش اصلی تهیه نانوکاتالیست‌ها و پایه‌ها در نانومقیاس ساختن، رشد دادنِ گونه‌های حاصل از پیش ماده است. روش‌هایی برای تنظیم و جهت دهی رشد ذرات در اندازه و ساختار مطلوب لازم هستند. در این رویکرد استفاده از مواد گوناگون مانند قالب‌ها و مواد فعال سطحی که در مرحله بعد، از کاتالیست تهیه شده جدا می‌شوند در بیش تر موارد نقش کلیدی دارد. برای اطمینان از رسیدن به اندازه و ساختار مطلوبِ نانو مواد لازم است نمونه ساخته شده، با روش‌های شناسایی موجود ارزیابی شود.

## طبقه‌بندی روش‌های تعیین مشخصات نانوکاتالیست‌ها

### ۱)خواص فیزیکی و ریخت‌شناسی سطح
در بررسی خواص نانوکاتالیست‌ها بررسی سطح اهمیت زیادی دارد. هدف از بررسی سطح، یافتن رابطه ای بین خواص سطح و فعالیت کاتالیستی است که با استفاده از آن می‌توان خواص کاتالیستی رایش بینی کرد.
بسیاری از خواص فیزیکی مورد نیاز را می‌توان خواصِ بافت نانوکاتالیست (خواصی که به وسیلهٔ بافت نانوکاتالیست تعیین می‌شوند) نامید. مساحت سطح ویژه (کل سطح قابل دسترس)، تخلخل ویژه (حجم حفرات در دسترس)، توزیع اندازه حفره ها، شعاع میانگین حفره ها و توزیع اندازه ذرات را میتوان برخی از این خواص دانست.
از مهم‌ترین روش‌های شناسایی ساختار نانو کاتالیست‌ها شیوه‌های تصویربرداری با میکروسکوپ الکترونی است که با این تصاویر می‌توان مورفولوژی سطح را بررسی کرد. تصاویر میکروسکوپ الکترونی با درشت نمایی خاصی شکل ذرات و بلورهای موجود در توده نانوکاتالیست، توزیع اندازه ذرات و چگونگی پخش آن‌ها را روی پایه نشان می‌دهد. در تصاویر حاصل از این شیوه می‌توان شکل تجمع ذرات را مشاهده کرد. میکروسکوپ‌های نوری با قدرت تفکیکی حدود ۱ میکرومتر و میکروسکوپ‌های الکترونی و یونی با قدرت تفکیک حدود ۱ آنگستروم قابل دسترسی هستند. مورفولوژی سطح عمدتاً با سه نوع میکروسکوپ الکترونی روبشی، عبوری و نیروی اتمی بررسی می‌شود. پیشرفت‌هایی که در این شیوه‌های تصویربرداری حاصل شده، آن‌ها را به قوی‌ترین شیوه‌های موجود برای تعیین ماهیت فیزیکی نانوکاتالیست تبدیل کرده‌است.

### ۲)خواص شیمیایی سطح
از آن جا که کاتالیزگری ناهمگن پدیده ای سطحی است، بنابراین خواص سطح بخش مهمی از خواص نانوکاتالیست‌ها را تشکیل می‌دهند. در بررسی‌های سطح نانوکاتالیست برای شناسایی خصوصیات الکترونی و اسید یا باز بودن سطح، از روش‌های مختلفی مانند احیا به روش برنامه‌ریزی دمایی،  واجذب به روش برنامه‌ریزی دمایی و جذب شیمیایی می‌توان استفاده کرد.

### ۳)خواص شیمیایی توده
از جمله خصوصیات مهم در شناخت یک نانوکاتالیست می‌توان به ترکیب فازی و عنصری، ترکیبات سطحی و کمپلکس‌ها اشاره کرد. یکی از مهم‌ترین بررسی‌ها روی نانوکاتالیست شناخت ترکیب‌های موجود درون آن است؛ به عبارتی باید فهمید که پس از عملیات آماده‌سازی (خشک کردن و کلسیناسیون) مواد اولیه سازندهٔ کاتالیست به چه شکلی درمی آیند. این بررسی دو نتیجه مهم در پی دارد:
الف: مشخص کردن نوع ترکیب‌های مؤثر واکنش با تعیین ترکیب‌های بلوری موجود در نانوکاتالیست
ب: تعیین شرایط لازم برای رسیدن به این ترکیب‌ها در مرحله کلسیناسیون

#### پارامترهای مؤثر بر فعالیت کاتالیستی

##### ۱)اثرات اندازه
انرژی سطحی نانوبلورهای فلزی در مقایسه با مواد توده به دلیل کمبود پیوندهای فلز-فلز اتم‌های سطحی به نسبت زیاد است که باعث ظرفیت شیمیایی ناکافی می‌شود. افزون بر این نانوذرات ریزتر درجه انحنای بیش تری دارند که پیوند اتم‌های سطحی آن‌ها را ضعیف تر می‌کنند و به ویژه برای اشکال غیر کروی که شمار زیادی گوشه‌ها و لبه‌های تیز دارند. در بیش تر کاتالیست‌های فلزی اندازه ذرات فلزی در گستره بحرانی ۱ الی ۱۰ نانومتر تغییر می‌کند. در مورد خواص الکترونی، اندازه بحرانی بیش از ۲ نانومتر (چند صد اتم) باعث پدید آمدن ساختار نواری می‌شود. نکته بسیار مهم دیگر در مورد اثرهای اندازه ذره، توزیع اندازه خوشه است. عموماً در کاتالیست‌های واقعی به دلیل روش‌های تهیه، توزیع اندازه ذره وسیع است. امروزه روش‌های تهیه کاتالیست‌های مدل روی پایه، با توزیع اندازۀ بسیار باریک توسعه داده شده‌اند و از راه تشکیل خوشه با رسوب بخار انجام می‌شوند.

##### ۲)اثرهای ابعاد کوانتومی
اثرهای ابعاد کوانتومی برای تغییر شمار زیادی از پدیده‌های نانوذره ای به کار گرفته شده‌اند. خواص الکترونی نانومقیاس طلا، نقره، پلاتین و پالادیم همگی با محاسبات طیف بینی گسیل نور و نظریه تابعی دانسیته به دقت مطالعه شده‌اند. به هنگام کمتر شدن ذره از ۳ نانومتر یک شکاف انرژی برای طلا پدیدار می‌شود. شکاف انرژی را می‌توان با اندازه‌گیری جریان نقب زنی به صورت تابعی از ولتاژ بایاس تأیید کرد. افزون بر این نقطه ذوب طلا(۱۳۳۶ کلوین) در مقایسه با پلاتین(۲۰۴۲ کلوین) و پالادیم(۱۸۲۳ کلوین) پایین است. به دلیل اثر ابعاد کوانتومی، نقطه ذوب با کاهش ابعاد کم می‌شود که به نقاط ذوب پایین تا ۶۰۰ کلوین در ابعاد حدود ۳ نانومتری می‌انجامد. این آثار برخی از چند خاصیت الکترونی هستند که برای نانوذرات طلا و طلا توده متفات هستند. افزون بر این، اثرات کوانتومی شده در خواص ترمودینامیکی نانوذرات طلا نیز تأثیر دارند.

##### ۳)اثرهای هندسی
به روشی متفاوت اندازه نانوخوشه مورد استفاده به عنوان کاتالیست بر بسیاری فرایندها تأثیر می‌گذارند. برای این واکنش‌ها تغییر خواص الکترونی سطح با اندازه خوشه تأثیر مستقیم بر سرعت واکنش ندارد. در عوض تغییرات ساختاری در کاتالیست که تغییردهندهٔ فعالیت کاتالیستی طی فرایند هستند به‌طور شدید از نمودهای ریختی ویژه نانو خوشه‌ها تأثیر می‌گیرند. بررسی‌های طیف بینی نشر نور نشان داده‌اند که ساختار الکترونی خوشه‌های فلزی کوچک‌تر از تقریباً ۵ نانومتر، با فلز توده متفاوت است. شمار کم اتم‌های درگیر در تشکیل نوارهای الکترونی به تمرکز بیش تر الکترون‌های ظرفیت می‌انجامد و پهنای کمتری برای نوار ظرفیت حاصل می‌شود.

##### ۴)اثرات پایه
برهم کنش میان خوشه‌های با فعالیت کاتالیستی با پایه اغلب به تغییر در خواص الکترونیکی اتم‌های نزدیک به فصل مشترک خوشه-پایه منجر می‌شوند. بیش تر سطح خوشه‌های بزرگ آن قدر از فصل مشترک خوشه-پایه دور است که در نتیجه برهم کنش با پایه، تنها تغییرات ناچیزی در رفتار کاتالیستی ایجاد می‌شود. هنگامیکه اندازهٔ خوشه کاهش داده می‌شود ساختار الکترونی سطح به صورت فزاینده از تغییرات به وجود آمده در فصل مشترک خوشه-پایه تأثیر می‌گیرد. این اثرها ممکن است چنان شگرف باشند که باعث تغییر شدید فعالیت کاتالیستی شوند.